# Colpotrochia veriga
Colpotrochia veriga là một loài tò vò trong họ Ichneumonidae.